# Будаев, Анатолий Петрович
Анатолий Петрович Будаев (бел. Анатоль Пятровіч Будаеў; 31 марта 1969, Борисов — 18 июля 2013, Солигорск) — белорусский футболист, защитник.

## Карьера
Воспитанник борисовской ДЮСШ, начинал карьеру в местной «Березине» (позднее «Фомальгаут»). Затем играл за жодинское «Торпедо» и БАТЭ. С 1998 года выступал за солигорский «Шахтёр». Стал одним из лидеров солигорского клуба. В качестве капитана команды привёл «Шахтёр» к победе в Кубке Белоруссии 2004 и чемпионству в 2005 году. Завершил карьеру игрока после сезона 2006.
Работал на руднике «Беларуськалия», выступал в мини-футболе за солигорский «Горняк».
Скончался 18 июля 2013 года.

## Достижения

### Командные
- Чемпион Белоруссии (1): 2005
- Бронзовый призёр чемпионата Белоруссии (3): 2002, 2004, 2006
- Обладатель Кубка Белоруссии (1): 2003/04

### Личные
- Включён в список «22 лучших футболиста чемпионата» (2004, 2005)